# Procamallanus mehrii
Procamallanus mehrii är en rundmaskart som beskrevs av Agarwal 1930. Procamallanus mehrii ingår i släktet Procamallanus och familjen Camallanidae. Inga underarter finns listade i Catalogue of Life.